# Tyrreense kielhagedis
De Tyrreense kielhagedis of Tyrrheense kielhagedis (Algyroides fitzingeri) is een hagedis uit de familie echte hagedissen (Lacertidae).

## Naam en indeling
De soort werd voor het eerst wetenschappelijk beschreven door Arend Friedrich August Wiegmann in 1834. Oorspronkelijk werd de naam Notopholis fitzingeri gebruikt. De wetenschappelijke soortaanduiding fitzingeri is een eerbetoon aan de Oostenrijkse zoöloog Leopold Josef Fitzinger (1802-1884).

## Uiterlijke kenmerken
De lichaamslengte is meestal niet groter dan 13 centimeter en dat is inclusief de lange staart die meer dan twee keer zo lang is als het lichaam. Zoals alle kielhagedissen heeft ook deze soort gekielde schubben op de rug. Deze schubben zijn driehoekig, een beetje opstaand en overlappend, waarmee de huid van de hagedis op die van een slang lijkt.
De Tyrreense kielhagedis is meestal grijs of bruin tot beige, en heeft een lichtere kop, meestal oranje of roodbruin. De staart is erg breed, en na autotomie komt een dikkere en bredere staart terug, terwijl bij de meeste andere hagedissen deze juist kleiner blijft na aangroei. De buik is wit tot geel en de mannetjes zijn van de vrouwtjes te onderscheiden door een grovere lichaamsbouw, grotere kop en in de paartijd krijgen de mannetjes een gele tot oranje kleur aan de onderzijde van het lichaam.

## Levenswijze
De hagedis is een boombewoner die echter ook goed kan klimmen. Op het menu staan insecten en andere kleine ongewervelden en ook wel wormen worden buitgemaakt.

## Verspreiding en habitat
De Tyrreense kielhagedis komt alleen voor op het Franse eiland Corsica en het Italiaanse eiland Sardinië. Ook op een aantal kleinere omliggende eilanden is de soort aangetroffen. De habitat bestaat uit stenige hellingen, rotsen of muren met een lage vegetatie. Ook in bossen met enige schaduw en in door de mens aangepaste streken komt de soort voor, zoals agrarische gebieden. De hagedis leeft meestal in de buurt van oppervlaktewater.
Door de internationale natuurbeschermingsorganisatie IUCN is de beschermingsstatus 'veilig' toegewezen (Least Concern of LC).